# 巴尔灿
巴尔灿是馬耳他的市镇，位於馬爾他島中部，與阿塔爾德和利亚並稱馬耳他三鎮。面積0.6平方公里，2021年人口数量为4,774人。